# Monocostus
Genre
Classification phylogénétique
Monocostus est un genre monotypique de plantes à fleurs appartenant à la famille des Costaceae. 
Son unique espèce (World Checklist of Selected Plant Families (WCSP) (18 février 2012)) Monocostus uniflorus (Poepp. ex Petersen) Maas (1968) est originaire du Nord du Pérou.

## Liste d'espèces
- Monocostus uniflorus (Poepp. ex Petersen) Maas, Rev.

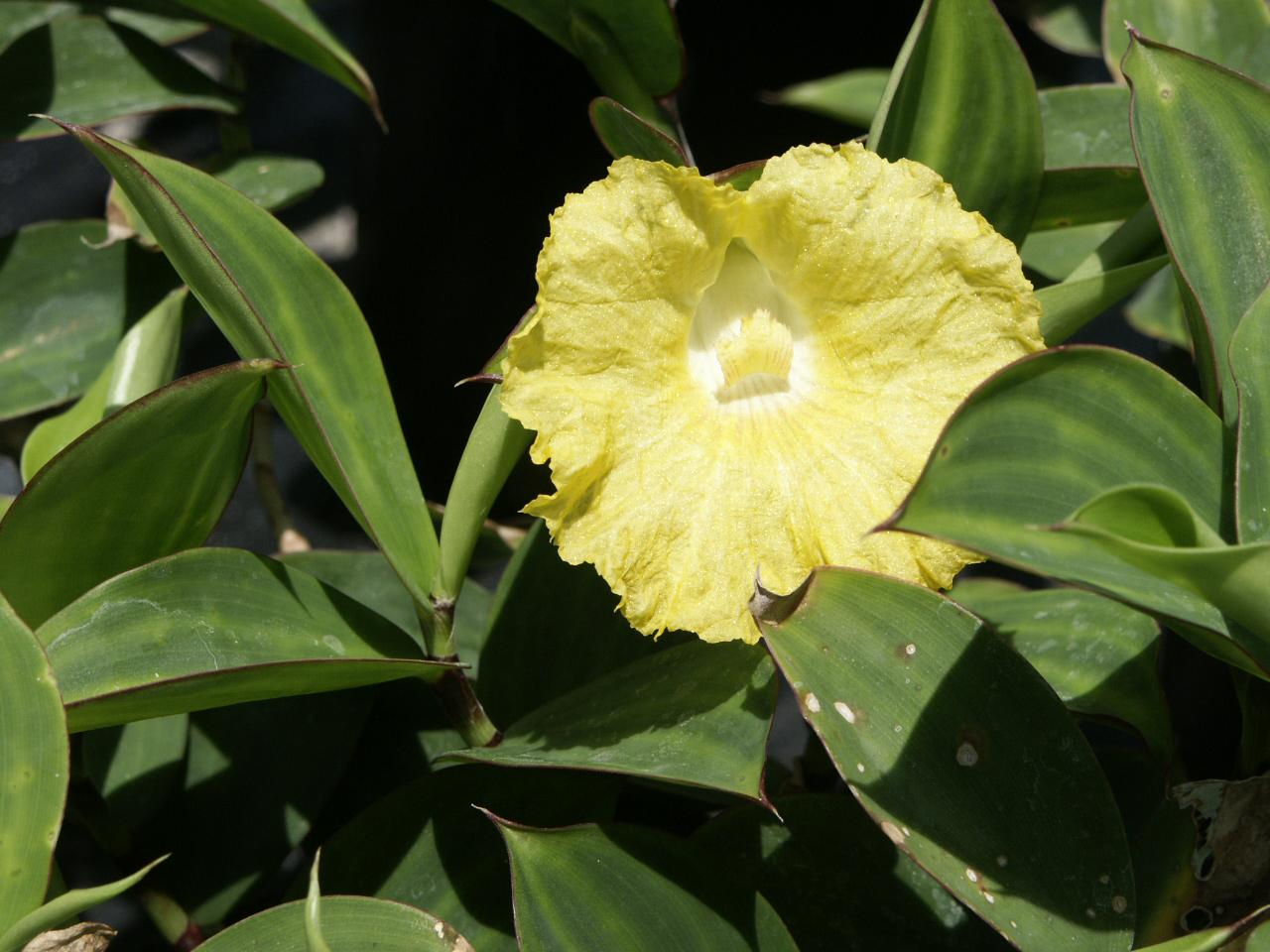
Monocostus uniflorus.
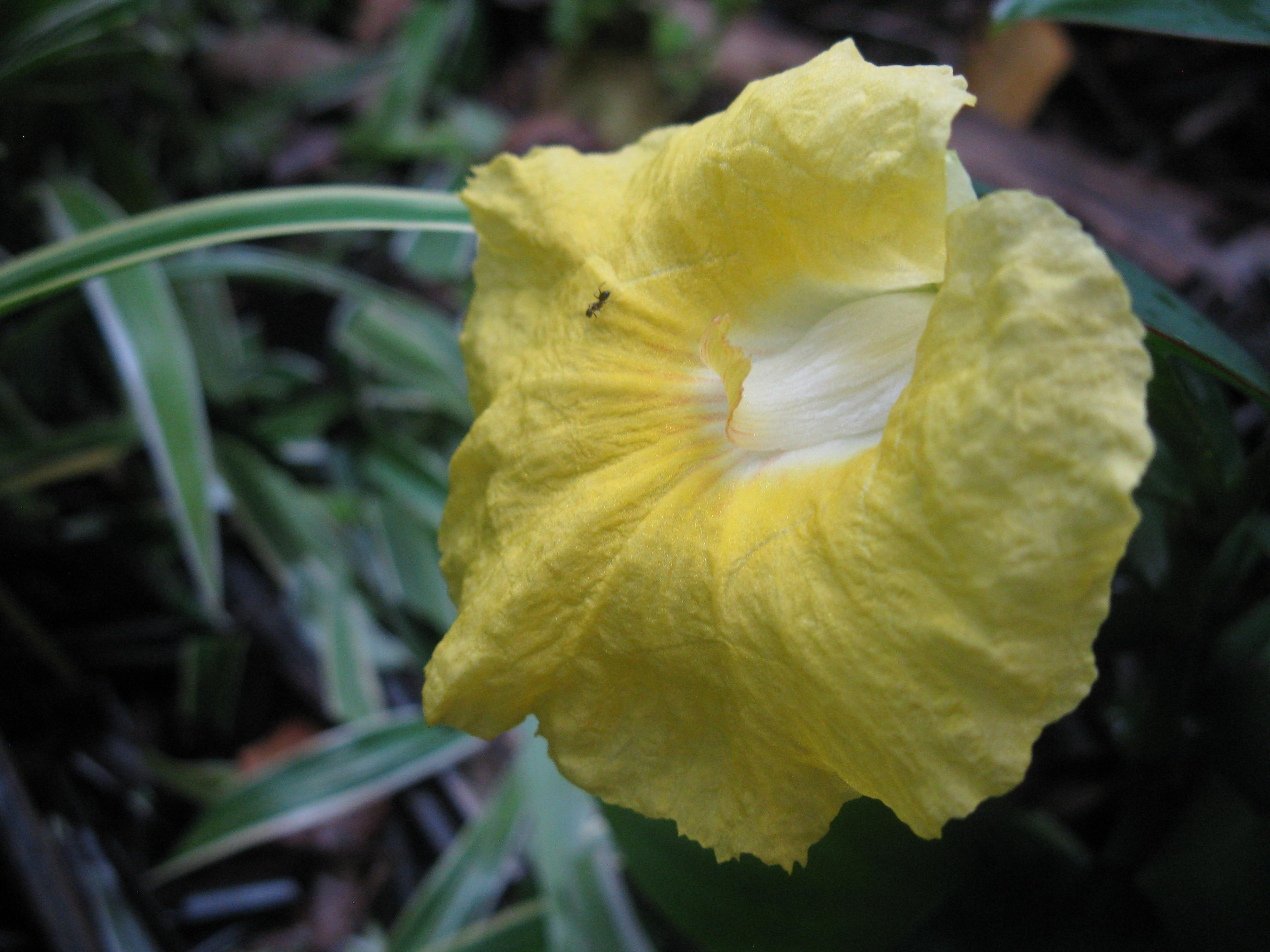
Une fourmi se promène.
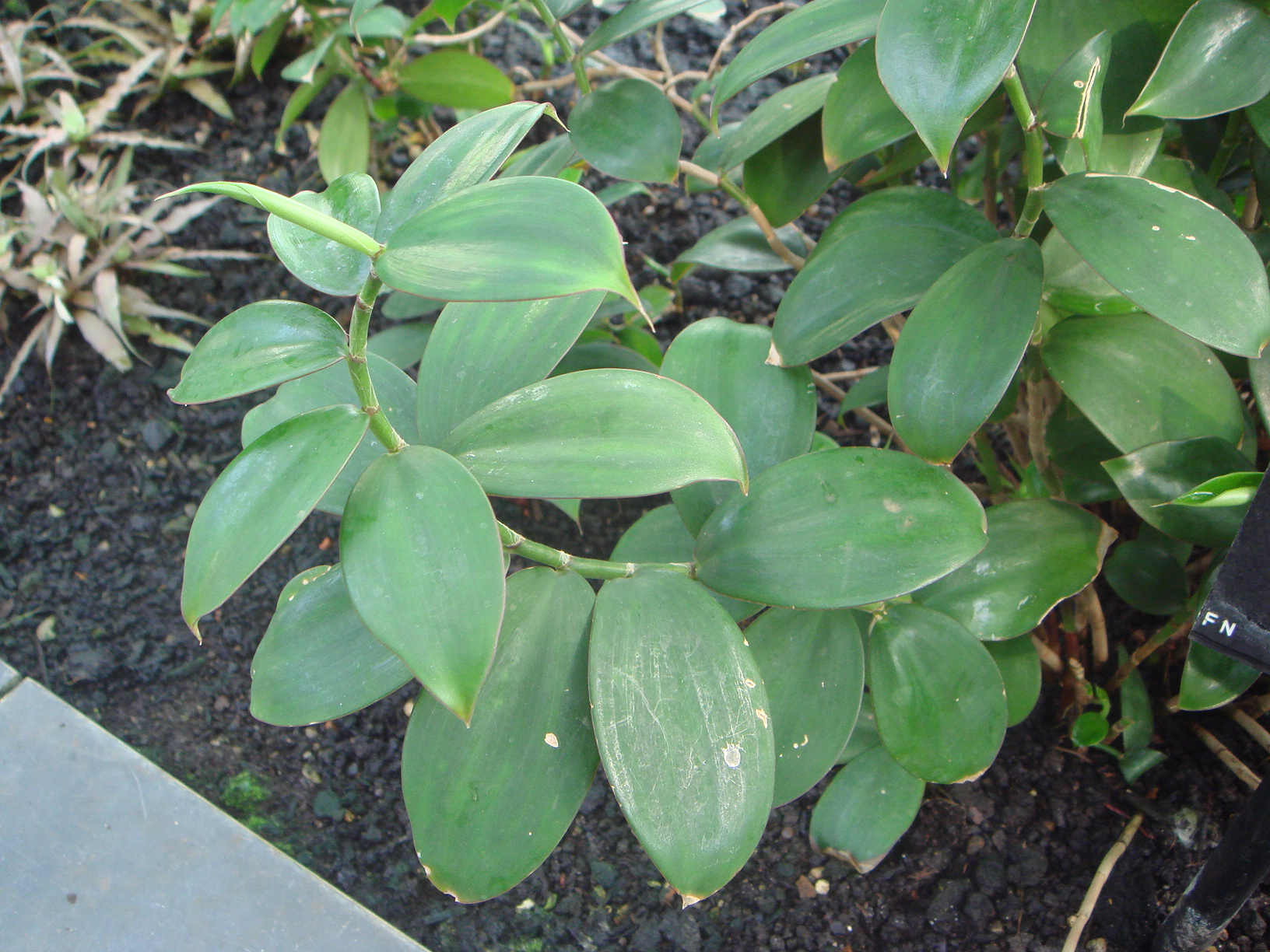
feuillage de Monocostus uniflorus.
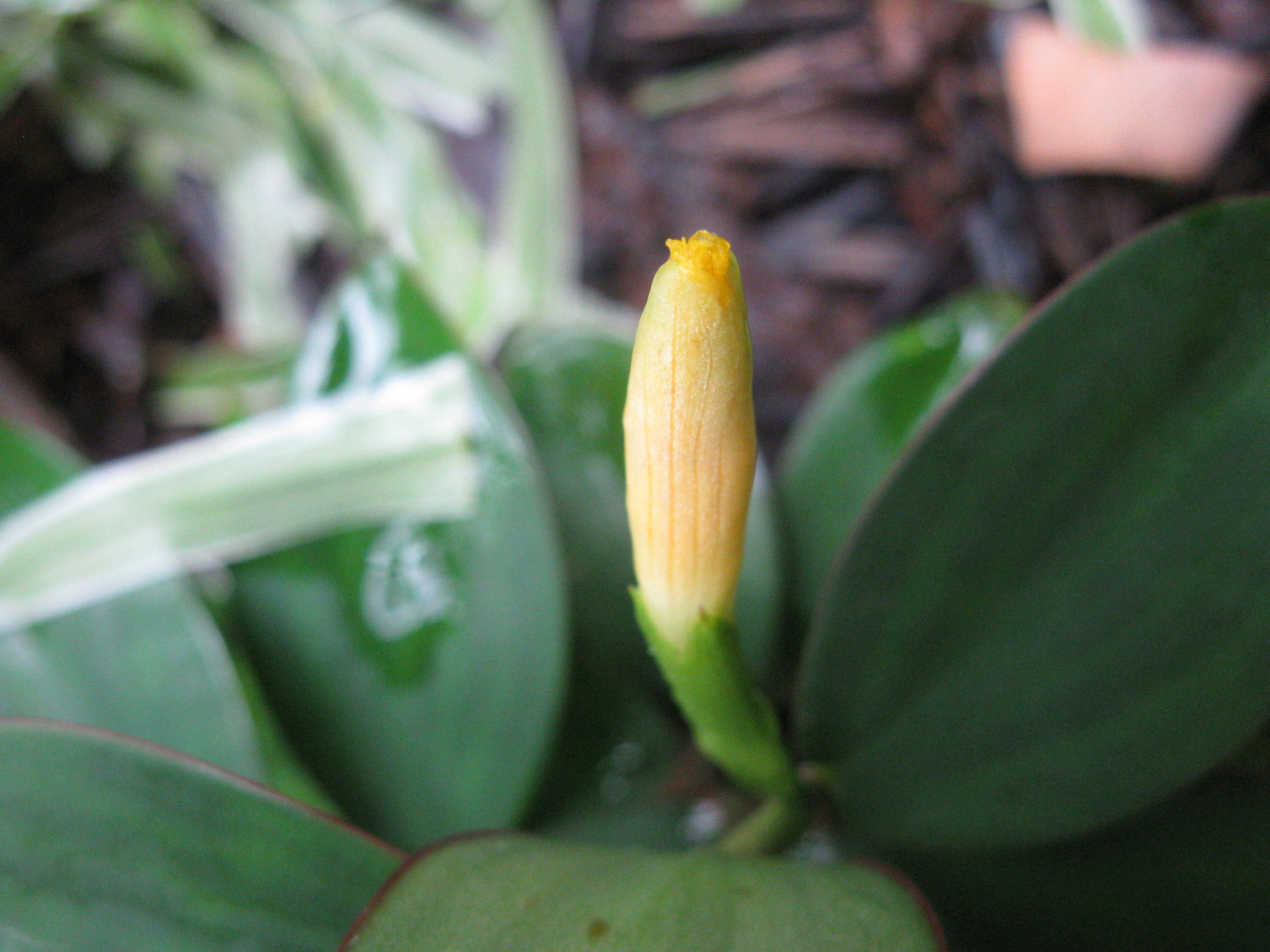
Bouton de Monocostus uniflorus.